# Ametlla d'Arenys

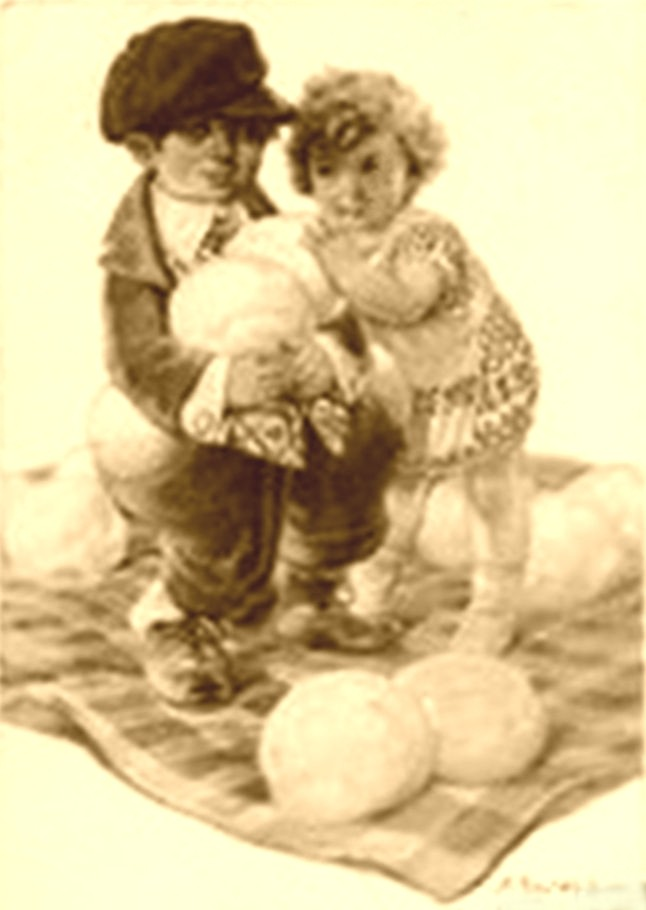
Cartell del.

Les  Ametlles d'Arenys  són unes ametlles cobertes de sucre típiques d'Arenys de Mar, de la mida d'un ou de colom, que se solien vendre en paquets en forma de tub quadrat de cinq unitats o com a regal als convidats als batejos.
Són semblants al confits valencians però d'una dimensió quatre vegades més grossa, que s'aconseguia fent-les girar durant diverses hores, dins d'uns bombos de metall amb sucre calent on s'anaven recobrint fins a arribar a la mida desitjada (de 3 a 4 cm)

## Fórmula
En l'elaboració, cada fabricant tenia el seu secret, procurant un sabor propi i que el dolç no fos massa dur, però la fórmula bàsica consistia en un xarop fet a base de bullir sucre morè i aigua; se'n posava un raig al bombo, que anava voltant, i s'hi afegia les ametlles escaldades, pelades i torrades, que s'anaven recobrint amb la pasta del xarop, el qual s'hi seguia abocant intermitentment. S'hi afegia essència de canyella o vainilla i, abans de sortir del bombo, s'hi barrejava un oli extret de la pell de llimona. L'anís era també un ingredient corrent.
La seva elaboració fou sempre artesana, si bé inicialment era molt rudimentària, amb un enorme atuell de coure anomenant "paila", que penjava del sostre, sobre el foc. Un operari el feia oscil·lar amb una mà, mentre amb l'altra hi anava tirant el xarop amb un cullerot, fins que l'ametlla quedava ben ensucrada.
Posteriorment, s'anà millorant la tècnica i els darrers temps el bombo es feia girar amb electricitat, i el foc ja no era de llenya, sinó de gas butà.
Aquell dolç es va anar popularitzant. Fins i tot, el comediògraf Josep M. Arnau li dedicà una obra teatral, titulada "Les ametlles d'Arenys"
Arribà a ser un símbol de la vila i els visitants no marxaven mai sense les "preceptives" ametlles ensucrades

## Història
L'origen de les ametlles d'Arenys, que antigament en deien "ametlles ensucrades", es remunta al segle xviii. És en acabar la guerra del francès quan per primera vegada explícitament s'esmenten "les ametlles d'Arenys". Encara que hi ha notícies, per la tradició oral, que el segle xvii a Arenys es feien "ametlles cobertes de sucre", hi ha registrat, que després de la guerra, el 1814, durant l'estada Ferran VII a Calella de retorn de l'exili, l'Ajuntament de Calella va demanar a l'Ajuntament d'Arenys "les ametlles d'Arenys", que aquest va enviar com obsequi al monarca. L'any 1916, el rei Alfons XIII visità la fàbrica d'ametlles de la família Ferran.
Durant el segle xix i bona part segle xx, en produïen pràcticament tots els adroguers i confiters de la vila que compartien aquella activitat amb altres, com ara la fabricació de xocolata.
Encara els passats anys 60, quan la carretera passava pel centre de la vila, era molt corrent veure-hi un vehicle aturat perquè els seus ocupants havien anat a adquirir ametlles a algun deis diferents punts de venda. A la mateixa carretera i, fins i tot, als trens, s'hi podien veure venedors ambulants d'ametlles, "peladilles" i pinyonets o anissos, productes que també eren elaborats pels ametllers.

## Darrers fabricants
L'any 1941 hi havia: Jaume Blanch (Riera Bisbe Poi, 15), Vídua de V. Canals (Riera Bisbe Pol, 31), Joan Castellà (José Antonio, avui, carrer d'Avall), Vídua de Josep Nogueras (plaça de l'Església, 9), Fulgenci Ribas (Andreu Guri, 30) i Vda. de J. M. Terrats (Riera Bisbe Pol, 62). El 1946 restaven: Joan Castellà, Josep M. Nogueras, Vda. de Terrats i Miquel Torrent Fontrodona (Platja Cassà, 58).
L'elaboració va anar disminuint i els anys 80 i 90 desapareixia definitivament. Alguns dels darrers fabricants foren Miquel Rubirola, Francesc Vilanova i Joan Castellà, que produïen, a part de les ametlles d'Arenys, "peladilles" i pinyons.
Gaietà Solà seguia elaborant els seus productes, amb l'antiga marca "Canals", a la fàbrica ubicada a la part alta del carrer Sant Zenon. Els anys 80 cedí el negoci a Daniel Rodríguez, que el regentà fins a principis dels 90. Fou el darrer fabricant.
També en aquest darrer període, s'havia constituït a Arenys l'empresa "Dulces 2001", que no tingué llarga vida. S'hàvia adquirit els bombos de Miquel Rubirola, qui havia tingut el seu establiment a la Platja Cassà. '